# 包比利
包比利（英語：Barry David Beck，1957年6月3日—），加拿大冰球运动员。

## 生平
於1970年代出道，帮助棕熊队赢得1977年纪念杯，并且荣获斯塔福德迈思纪念奖，当选比赛中最有价值球员。他选择改投NHL及展開职业生涯，在科罗拉多洛矶队效力。他还曾經效力于纽约骑兵队和洛杉矶国王队，并且担任骑兵队队长5年，后于1990年退休。在他的首秀赛季，包比利创下以一名新出道后卫进球22个的记录。
於退休後，包比利常居香港，并且是香港冰球训练学校的总经理及总教练。